# Krzyżowniki (Gdańsk)
Krzyżowniki (niem. Tempelburg) – osiedle w Gdańsku, w dzielnicy Siedlce.
Krzyżowniki są częścią jednostki morfogenetycznej Emaus, która została przyłączona w granice administracyjne miasta 15 sierpnia 1933. Osiedle należy do okręgu historycznego Gdańsk. Od zachodu sąsiaduje z Piekliskiem.

## Położenie
Krzyżowniki obejmują rejon skrzyżowania ważnych współcześnie arterii komunikacyjnych Górnego Tarasu – ul. Kartuskiej, ul. Nowolipie oraz ul. Łostowickiej. Przy skrzyżowaniu tych dwóch pierwszych zachował się zabytkowy zespół młyna Emaus (pierwsza połowa XIX wieku) na Potoku Siedleckim.

## Historia
Dawne nazwy: Schidlitzer Mühle, Tempelburg. Nazwa Tempelburg była kojarzona już w czasach nowożytnych z rzekomą (nieprawdopodobną) obecnością templariuszy w tym miejscu. Obecna nazwa (przyjęta w 1949) też nawiązuje do „krzyżowców”.
Młyn wzmiankowany od 1400, z nadania Krzyżaków własność gdańskiej patrycjuszowskiej rodziny Bocków. Od 1520 w posiadaniu ławnika, rajcy i sędziego gdańskiego Dietharda Brandesa oraz jego potomków: syna, Johanna Brandesa (burmistrza Gdańska); wnuka, Gerharda Brandesa (burmistrza Gdańska), później syna tego ostatniego, Johanna (ławnika gdańskiego), wnuka Johanna i prawnuka, Johanna Gerharda (ławnika), właścicieli m.in. również Świbna i Przegaliny. Po Brandesach Krzyżowniki dzierżawiła rodzina Schwartzwaldów, a w pierwszej połowie XIX wieku rodzina Rotzoll.
W 1536 władze Gdańska podjęły decyzję o dostarczaniu wody pitnej dla miasta z jeziora Jasień, spływającej Potokiem Siedleckim. Od stawu młyna w Krzyżownikach (zniszczonego podczas wojen napoleońskich) woda była prowadzona podziemnym drewnianym rurociągiem, wzdłuż obecnych ul. Kartuskiej i Nowych Ogrodów (do Targu Siennego).
Około 1900 został założony cmentarz katolicki św. Franciszka (Franziskus Friedhof), obecnie połączony z cmentarzem Łostowickim. Krzyżowniki zostały włączone do Gdańska 15 sierpnia 1933.

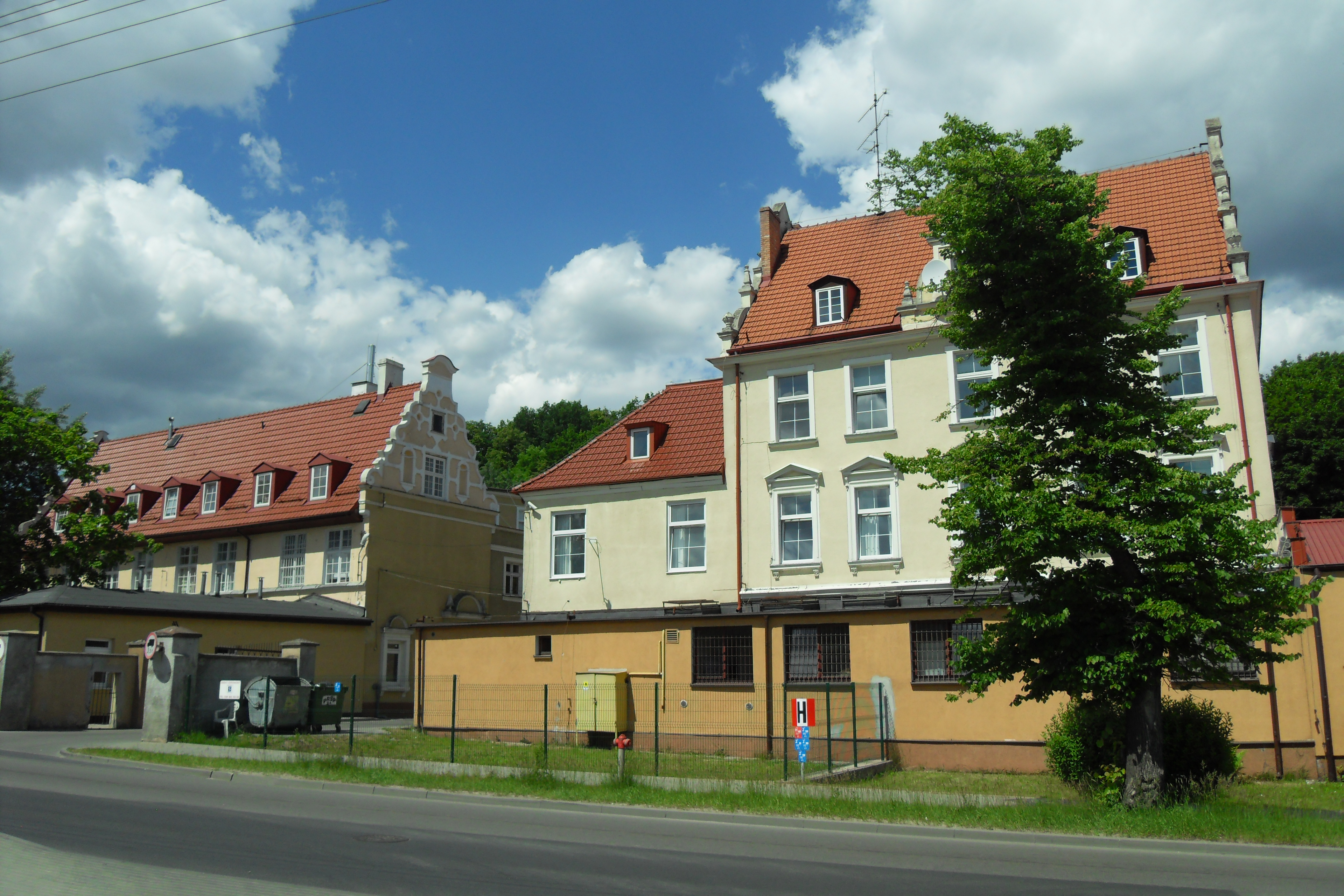
Dwór Krzyżowniki

### Dwór Krzyżowniki
W dworze w Krzyżownikach w 1623 gościł król polski Zygmunt III Waza. Zachowane fragmenty zespołu dworskiego (ul. Kartuska 245) pochodzą z połowy XVII wieku. Od 1763 był miejscem zebrań loży wolnomularskiej Pod Trzema Pionami. Od 1883 w dawnym kompleksie dworskim działał Państwowy Zakład Wychowawczy (Prowinzional Erziehungsanstalt Tempelburg), od około 1935 rejonowa szkoła powszechna (Bezirksschule Danzig-Tempelburg), od 1945 szkoła podstawowa, w 1948 w części obiektu rozpoczęło działalność VIII LO. W 1971 VIII LO zostało przeniesione do gmachu przy ul. Kartuskiej 128, a w kompleksie od 1972 mieściły się koszary ZOMO, Liceum Księgarskie i XVII LO, później Zespół Szkół Poligraficznych i Ogólnokształcących. Obecnie mieści się schronisko młodzieżowe, prywatna szkoła i policja.